# Prix de l'eau de Stockholm
 (mai 2023).

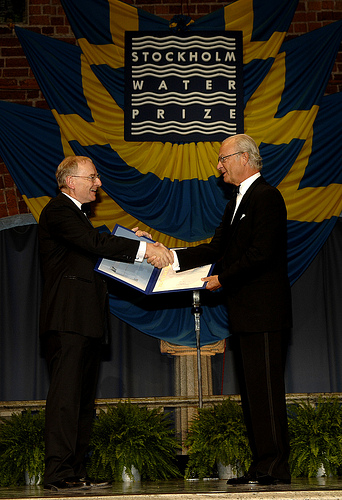
Carl XVI Gustaf remet le prix 2012 à l'Institut international de gestion de l'eau.

Le Prix de l'eau de Stockholm (en anglais Stockholm Water Prize) est un prix prestigieux, souvent qualifié de « Prix Nobel de l'eau », décerné à un individu, une institution ou une organisation reconnu pour ses réalisations exceptionnelles dans le domaine de la préservation des ressources en eau et de l’accès à une eau de qualité au plus grand nombre de personnes. 
Le prix, créé en 1991 et financé par la Stockholm Water Foundation, est attribué chaque année par le Stockholm International Water Institute (en). L'annonce du lauréat a lieu le 22 mars lors de la Journée mondiale de l'eau. Le prix est remis par le roi Charles XVI Gustave de Suède au cours d'une cérémonie en août lors de la Semaine Mondiale de l'Eau de Stockholm (en) organisée par le SIWI. Le récipiendaire se voit remettre à cette occasion 150 000 dollars et le « cristal Orrefors » qui représente la ville de Stockholm. Un Prix junior de l'eau de Stockholm est également remis chaque année depuis 1997.

## Lauréats
Les lauréats sont :
- 2023 : Andrea Rinaldo[4]
- 2022 : Wilfried Brutsaert, Belgique
- 2021 : Sandra Postel (en), États-Unis
- 2020 : John Cherry (en), Canada
- 2019 : Jackie King, Afrique du Sud
- 2018 : Bruce Rittmann (en), États-Unis, et Mark van Loosdrecht (en), Pays-Bas
- 2017 : Stephen McCaffrey (en), États-Unis
- 2016 : Shri Rajendra Singh, Inde
- 2015 : Peter Morgan, Zimbabwe
- 2014 : John Briscoe (en), Afrique du Sud
- 2013 : néant
- 2012 : Institut international de gestion de l'eau, Sri Lanka
- 2011 : Stephen R. Carpenter, USA
- 2010 : Rita Colwell, USA
- 2009 : Bindeshwar Pathak, Inde
- 2008 : John Anthony Allan, Grande-Bretagne
- 2007 : Perry L. McCarty, USA
- 2006 : Asit K. Biswas, Canada
- 2005 : Centre for Science and Environment, Inde
- 2004 : Sven Erik Jørgensen, Danemark et William J. Mitsch, USA
- 2003 : Peter A. Wilderer, Allemagne
- 2002 : Ignacio Rodríguez Iturbe, USA
- 2001 : Takashi Asano, USA
- 2000 : Kader Asmal, Afrique du Sud
- 1999 : Werner Stumm, Suisse et James J. Morgan, USA
- 1998 : Gedeon Dagan, Israël
- 1997 : Peter S. Eagleson, USA
- 1996 : Jörg Imberger, Australie
- 1995 : WaterAid, Grande-Bretagne
- 1994 : Takeshi Kubo, Japon
- 1993 : Madhav Atmaram Chitale, Inde
- 1992 : Département du génie écologique de l'Université technique du Danemark, Danemark
- 1991 : David W. Schindler, Canada